# Курт Штурм
Курт Штурм (нім. Kurt Sturm; 30 січня 1906, Бранденбург-на-Гафелі — 3 листопада 1987) — німецький офіцер-підводник, фрегаттен-капітан крігсмаріне.

## Біографія
1 квітня 1927 року вступив в рейхсмаріне. З 1937 по грудень 1939 року — старший офіцер 1-ї флотилії торпедних катерів. З 23 лютого 1942 року — командир підводного човна U-410, на якому здійснив 2 походи (разом 96 днів у морі), з 5 лютого 1943 року — U-167, на якому здійснив 1 похід (39 днів у морі). 5 квітня човен Штурма був сильно пошкоджений двома британськими бомбардувальниками Lockheed Hudson і наступного дня затоплений біля Канарських островів. Всі 50 членів екіпажу вижили. З 16 червня 1943 по 18 квітня 1944 року — командир U-547, на якому здійснив 1 похід (61 день в морі). З травня 1944 року — референт ОКМ. 8 травня 1945 року взятий в полон британськими військами. 1 жовтня 1945 року звільнений.
Всього за час бойових дій потопив 2 кораблі загальною водотоннажністю 9661 тонну і пошкодив 1 корабель водотоннажністю 7200 тонн.
| Дата            | Назва корабля               | Тип               | Тоннаж | Вантаж | Екіпаж | Загинули | Країна             | Конвой  |
| --------------- | --------------------------- | ----------------- | ------ | --- | ------ | -------- | ------------------ | ------- |
| 15 жовтня 1942  | Newton Pine                 | Торговий пароплав | 4,212  | Баласт | 47     | 47       | Британська імперія | ONS-136 |
| 17 березня 1943 | Molly Pitcher (пошкоджений) | Торговий пароплав | 7,200  | 5600 тонн генеральних вантажів, в тому числі цукор, кава, вибухівка, вугілля, трактори, вантажівки, автомобілі швидкої допомоги | 70     | 4        | США                | UGS-6   |
| 28 березня 1943 | Lagosian                    | Торговий пароплав | 5,449  | Баласт | 46     | 11       | Британська імперія | RS-3    |

## Звання
- Фенріх-цур-зее (1 квітня 1927)
- Лейтенант-цур-зее (1 жовтня 1929)
- Оберлейтенант-цур-зее (1 липня 1931)
- Капітан-лейтенант (1 жовтня 1935)
- Корветтен-капітан (1 січня 1940)
- Фрегаттен-капітан (1 жовтня 1943)

## Нагороди
- Медаль «За вислугу років у Вермахті» 4-го і 3-го класу (12 років)
- Залізний хрест
  - 2-го класу (жовтень 1939)
  - 1-го класу (7 січня 1943)
- Нагрудний знак підводника (30 жовтня 1942)